# Anolis evermanni
Anolis evermanni is een hagedis uit de familie anolissen (Dactyloidae).

## Naam en indeling
De wetenschappelijke naam van de soort werd voor het eerst voorgesteld door Leonhard Hess Stejneger in 1904. Later werd de naam Ctenonotus evermanni gebruikt. De soortaanduiding evermanni is een eerbetoon aan de Amerikaanse Ichtyoloog Barton Warren Evermann (1853 - 1932).

## Uiterlijke kenmerken
Anolis evermanni bereikt een totale lichaamslengte tot ongeveer 21 centimeter. Twee derde hiervan bestaat uit de lange staart. Het is een slank gebouwde hagedis met een dunne staart, en meestal is de kleur groen met een witte buik, maar een gestrest exemplaar kleurt donkerbruin. De mannetjes krijgen in de paartijd blauwe tenen en idem vlekken op de rug en kop. De keelwam is oranje met gele vlekjes, bij de vrouwtjes zijn de kleuren vager en is de flap kleiner. Kenmerkend is dat deze anolissen een donkere tot zwarte staartpunt hebben, de rest van de staart is groen. Verder heeft deze soort een vrij stompe kop, en een gele oogomgeving.

## Levenswijze
Anolis evermanni komt maar zelden op de grond, met uitzondering van jongere dieren, die in de bladerlaag op zoek gaan naar kleine insecten. Heel jonge dieren moeten bovendien uitkijken voor oudere soortgenoten, want ook deze anolissen zijn kannibalistisch. Volwassen exemplaren eten ook slakken en soms fruit en bessen. Soms wordt nectar gelikt uit bloemen.
Als de anolis bedreigd wordt probeert hij de vijand eerst af te schrikken door de keelzak te laten zien, dit wordt ook wel 'flashen' genoemd. Als dat niet werkt schiet de hagedis de takken van de boomkruin in, waar hij moeilijk te volgen is. Vechtende dieren kunnen fluitende tot grommende geluiden maken. De vrouwtjes zetten de eieren een voor een af op de bodem, vaak in de strooisellaag of onder stenen.
Anolis evermanni is gebruikt in een studie om vast te stellen of de dieren kunnen leren. Dit werd getest door de dieren verschillend gekleurde schijfjes om te laten keren, waarbij onder één kleur schijfje steeds voedsel werd verstopt. De anolis bleek in staat deze schijfjes te herkennen.

## Verspreiding en habitat
De hagedis komt voor in de Caraïben en leeft endemisch op het eiland Puerto Rico. De habitat bestaat uit tropische en subtropische bossen waar het erg warm, vochtig en vooral dichtbegroeid is. De anolis leeft zowel op boomstammen als in de kruinen van bomen; zowel bomen met takken en bladeren als palmbomen zijn een geschikt biotoop. De anolis komt zowel voor in laaglanden als meer bergachtige gebieden op enige hoogte boven zeeniveau.